# 82. jaktflygdivisionen
82. jaktflygdivisionen även känd som Helge Blå var en jaktflygdivision inom svenska flygvapnet som verkade i olika former åren 1939–1962. Divisionen var baserad på Barkarby flygplats nordväst om Stockholm.

## Historik
Helge Blå var 2. divisionen vid Svea flygflottilj (F 8), eller 82. jaktflygdivisionen inom Flygvapnet, och bildades den 1 maj 1939. Till en början var divisionen beväpnad med J 8A Gloster Gladiator. År 1949 gick divisionen in i den så kallade jetåldern genom ombeväpningen till J 28B Vampire. År 1956 beväpnades divisionen med J 34 Hunter, vilket även blev det sista flygplanet vid divisionen. Genom försvarsbeslutet 1958 beslutade riksdagen att Svea flygflottilj skulle avvecklas som ett flygförband, och att flygverksamheten vid jaktdivisionerna skulle upphöra senast den 30 juni 1962.

## Materiel vid förbandet
| Jaktflygplan - 1939–1940: J 8 - 1940–1946: J 9 - 1945–1950: J 22 - 1949–1953: J 28B Vampire - 1953–1956: J 29B Tunnan - 1956–1962: J 34 Hawker Hunter |

## Förbandschefer
Divisionschefer vid 82. jaktflygdivisionen (Helge Blå) åren 1939–1962.
- 1939–1962: ???

## Anropssignal, beteckning och förläggningsort
| Helge Blå | 1939-05-01 | – | 1962-06-30 |

| 82. jaktflygdivisionen | 1939-05-01 | – | 1962-06-30 |

| Barkarby flygbas (F) | 1939-05-01 | – | 1962-06-30 |